# Élections départementales de 2015 dans les Alpes-Maritimes
Les élections départementales de 2015 dans les Alpes-Maritimes ont lieu les 22 et 29 mars. La droite, menée par Éric Ciotti (UMP), maintient sa majorité au conseil départemental, avec plus de 56 % des voix au second tour.

## Contexte départemental
La droite préside le Conseil général des Alpes-Maritimes sans discontinuer depuis 1951. Dans ce département très conservateur où elle obtient ses meilleurs scores nationaux, sa majorité est nullement menacée. Le seul risque pour elle pourrait venir, comme aux municipales de 2014, de ses divisions internes. Mais ses deux composantes UMP et UDI se présentant unie, son objectif est de rafler tous les cantons.
La gauche, très minoritaire, est en difficulté. Si en 1998 et 2001 elle avait réussi à obtenir la majorité des cantons niçois et du pays grassois, elles les a, notamment du fait de ses divisions, peu a peu perdus lors des scrutins suivants. La question même de son maintien au sein de l'assemblée départementale se pose. Du fait de la division entre le Front de Gauche d'une part et le Parti Socialiste et ses alliés écologiste et radicaux d'autre part, ses candidats pourraient avoir des difficultés à accéder au second tour (seuil des 12,5 % des inscrits ou arrivée dans les deux premiers). Son objectif est de maintenir ses maigres acquis.
L'extrême droite obtient habituellement de très bon scores dans ce département. Elle y qualifie souvent ses candidats pour les seconds tours. Néanmoins, mis à part Jacques Peyrat en 1992, elle n'a jamais réussi à faire élire des conseillers généraux notamment à cause de ses divisions internes, de ses difficultés à implanter des candidats et de la concurrences entre Front National et Nissa Rebela issu du Bloc identitaire. Son objectif pour cette élection est d'avoir des élus.

### Assemblée départementale sortante

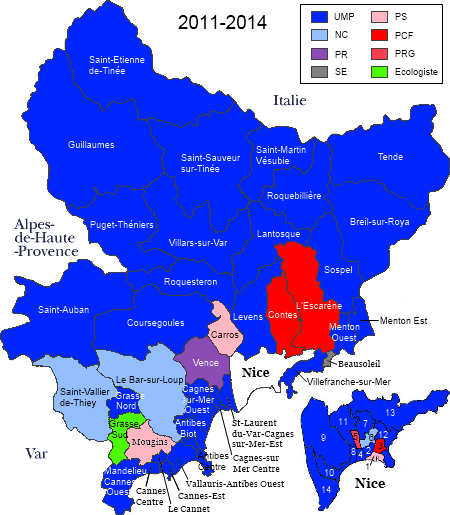
Carte des étiquettes politiques des conseillers généraux par canton

Avant les élections, le conseil général des Alpes-Maritimes est présidé par Éric Ciotti (UMP).
Il comprend 52 conseillers généraux issus des 52 cantons des Alpes-Maritimes.
Après le redécoupage cantonal de 2014, ce sont 54 conseillers départementaux qui seront élus au sein des 27 nouveaux cantons des Alpes-Maritimes.
| Parti                                | Sigle | Sigle | Élus |
| ------------------------------------ | ----- | ----- | ---- |
| Majorité (43 sièges)                 |       |       |      |
| Union pour un mouvement populaire    |       | UMP   | 38   |
| Union des démocrates et indépendants |       | UDI   | 4    |
| Divers droite                        |       | DVD   | 1    |
| Opposition (9 sièges)                |       |       |      |
| Parti communiste français            |       | PCF   | 3    |
| Parti socialiste                     |       | PS    | 2    |
| Parti radical de gauche              |       | PRG   | 1    |
| Écologiste                           |       | ECO   | 1    |
| Divers gauche                        |       | DVG   | 1    |
| Divers droite                        |       | DVD   | 1    |
| Président du conseil général         |       |       |      |
| Éric Ciotti (UMP)                    |       |       |      |

### Assemblée départementale  élue
Après les élections, le conseil départemental des Alpes-Maritimes est toujours présidé par Éric Ciotti (UMP).
Il comprend 54 conseillers généraux élus dans 27 cantons des Alpes-Maritimes 
issus du redécoupage cantonal de 2014.
| Parti                                | Sigle | Sigle | Élus |
| ------------------------------------ | ----- | ----- | ---- |
| Majorité (50 sièges)                 |       |       |      |
| Union pour un mouvement populaire    |       | UMP   | 40   |
| Union des démocrates et indépendants |       | UDI   | 10   |
| Opposition (4 sièges)                |       |       |      |
| Parti communiste français            |       | PCF   | 2    |
| Parti socialiste                     |       | PS    | 1    |
| Écologiste                           |       | ECO   | 1    |
| Président du Conseil départemental   |       |       |      |
| Éric Ciotti (UMP)                    |       |       |      |

## Résultats à l'échelle du département

### Résultats par nuances du ministère de l'Intérieur
Les nuances utilisées par le ministère de l'Intérieur ne tiennent pas compte des alliances locales.
| Binômes     | Binômes            | Premier tour | Premier tour | Second tour | Second tour | Sièges |
| Binômes     | Binômes            | Voix         | %            | Voix        | %           | Sièges |
| ----------- | ------------------ | ------------ | ------------ | ----------- | ----------- | ------ |
|             | Union de la droite | 126 330      | 35,68        | 144 542     | 50,86       | 44     |
|             | UMP                | 19 566       | 5,53         | 16 821      | 5,92        | 6      |
|             | DVD                | 12 991       | 3,67         |             |             |        |
|             | DLF                | 895          | 0,25         |             |             |        |
|             | MoDem              | 765          | 0,22         |             |             |        |
| Droite      | Droite             | 160 547      | 45,35        | 161 363     | 56,78       | 50     |
|             |                    |              |              |             |             |        |
|             | FN                 | 116 393      | 32,87        | 108 059     | 38,03       | 0      |
|             |                    |              |              |             |             |        |
|             | PS                 | 22 324       | 6,31         | 7 589       | 2,67        | 2      |
|             | FG                 | 20 485       | 5,79         |             |             |        |
|             | Union de la gauche | 10 613       | 3,00         |             |             |        |
|             | DVG                | 6 161        | 1,74         |             |             |        |
|             | PCF                | 5 564        | 1,57         | 7 164       | 2,52        | 2      |
|             | EÉLV               | 4 089        | 1,15         |             |             |        |
|             | PRG                | 3 258        | 0,92         |             |             |        |
| Gauche      | Gauche             | 72 494       | 20,48        | 14 753      | 5,19        | 4      |
|             |                    |              |              |             |             |        |
|             | Divers             | 4 618        | 1,30         |             |             |        |
|             |                    |              |              |             |             |        |
| Inscrits    | Inscrits           | 755 782      | 100,00       | 638 873     | 100,00      |        |
| Abstentions | Abstentions        | 388 732      | 51,43        | 332 230     | 52,00       |        |
| Votants     | Votants            | 367 050      | 48,57        | 306 643     | 48,00       |        |
| Blancs      | Blancs             | 9 523        | 2,59         | 16 622      | 5,42        |        |
| Nuls        | Nuls               | 3 475        | 0,95         | 5 846       | 1,91        |        |
| Exprimés    | Exprimés           | 354 052      | 96,46        | 284 175     | 92,67       |        |

### Analyses
À l'issue du premier tour, la majorité départementale sortante (Droite) réussi déjà à emporter quatre cantons dont celui du président sortant Eric Ciotti. Cependant, elle ne peut plus parvenir à son objectif affiché de conquérir tous les cantons puisque, pour deux voix, elle est exclue du canton Grasse-2. Elle est qualifiée partout ailleurs, arrivant en tête, souvent très largement, dans 17 cantons.
Le Front National se qualifie dans tous les cantons restant en lice, arrivant en tête dans quatre cantons.
La Gauche est éliminée de tous les cantons sauf deux ( Contes et Grasse-2) où ses sortants arrivent arrivent en tête. Une triangulaire aura lieu dans le canton de Contes.
À l'issue du second tour, la Droite emporte 21 des 23 cantons restant en jeu ; la Gauche conserve les deux où elle s'est qualifiée ; le Front National ne parvient pas à avoir des élus malgré une progression de ses voix.
Ayant réussi ce qu'elle qualifie de « petit chelem » , la Droite sort très confortée de cette élection, la Gauche évite l'élimination totale de peu tandis que l'extrême droite n'arrive pas à concrétiser en sièges ses bons scores électoraux.

### Résultats par canton
| Canton                                  | Conseiller sortant        | Parti                     | Parti       | Conseiller élu             | Parti           | Parti           |
| --------------------------------------- | ------------------------- | ------------------------- | ----------- | -------------------------- | --------------- | --------------- |
| Antibes-Biot                            | Éric Pauget               |                           | UMP         | Canton supprimé            | Canton supprimé | Canton supprimé |
| Antibes-Centre                          | Georges Roux              |                           | UMP         | Canton supprimé            | Canton supprimé | Canton supprimé |
| Antibes-1                               | Canton créé               | Canton créé               | Canton créé | Georges Roux               |                 | UMP             |
| Antibes-1                               | Canton créé               | Canton créé               | Canton créé | Michelle Salucki           |                 | UDI             |
| Antibes-2                               | Canton créé               | Canton créé               | Canton créé | Alexandra Borchio-Fontimp  |                 | UMP             |
| Antibes-2                               | Canton créé               | Canton créé               | Canton créé | Jacques Gente              |                 | UMP             |
| Antibes-3                               | Canton créé               | Canton créé               | Canton créé | Sophie Deschaintres        |                 | UDI             |
| Antibes-3                               | Canton créé               | Canton créé               | Canton créé | Éric Pauget                |                 | UMP             |
| Le Bar-sur-Loup                         | Françoise Gioanni*        |                           | UDI         | Canton supprimé            | Canton supprimé | Canton supprimé |
| Beausoleil                              | Gérard Spinelli*          |                           | DVD         | Xavier Beck                |                 | UMP             |
| Beausoleil                              | Gérard Spinelli*          | Sabrina Ferrand           | DVD         |                            | UMP             |                 |
| Breil-sur-Roya                          | Gilbert Mary*             |                           | UMP         | Canton supprimé            | Canton supprimé | Canton supprimé |
| Cagnes-sur-Mer-Centre                   | Marie-Josée Bandecchi*    |                           | UMP         | Canton supprimé            | Canton supprimé | Canton supprimé |
| Cagnes-sur-Mer-Ouest                    | Françoise Revest          |                           | UMP         | Canton supprimé            | Canton supprimé | Canton supprimé |
| Cagnes-sur-Mer-1                        | Canton créé               | Canton créé               | Canton créé | Roland Constant            |                 | UMP             |
| Cagnes-sur-Mer-1                        | Canton créé               | Canton créé               | Canton créé | Josiane Piret              |                 | UMP             |
| Cagnes-sur-Mer-2                        | Canton créé               | Canton créé               | Canton créé | Joseph Segura              |                 | UMP             |
| Cagnes-sur-Mer-2                        | Canton créé               | Canton créé               | Canton créé | Vanessa Siegel             |                 | UMP             |
| Cannes-Centre                           | Philippe Tabarot*         |                           | UMP         | Canton supprimé            | Canton supprimé | Canton supprimé |
| Cannes-Est                              | David Lisnard             |                           | UMP         | Canton supprimé            | Canton supprimé | Canton supprimé |
| Cannes-1                                | Canton créé               | Canton créé               | Canton créé | Joëlle Arini               |                 | UMP             |
| Cannes-1                                | Canton créé               | Canton créé               | Canton créé | Frank Chikli               |                 | UMP             |
| Cannes-2                                | Canton créé               | Canton créé               | Canton créé | Chantal Azémar-Morandini   |                 | UMP             |
| Cannes-2                                | Canton créé               | Canton créé               | Canton créé | David Lisnard              |                 | UMP             |
| Le Cannet                               | Patrick Tambay            |                           | UMP         | Françoise Duhalde-Guignard |                 | UMP             |
| Le Cannet                               | Patrick Tambay            | Patrick Tambay            | UMP         |                            | UMP             |                 |
| Carros                                  | Antoine Damiani*          |                           | PS          | Canton supprimé            | Canton supprimé | Canton supprimé |
| Contes                                  | Francis Tujague           |                           | PCF         | Valérie Tomasini           |                 | PCF             |
| Contes                                  | Francis Tujague           | Francis Tujague           | PCF         |                            | PCF             |                 |
| Coursegoules                            | Jean-Pierre Mascarelli*   |                           | UMP         | Canton supprimé            | Canton supprimé | Canton supprimé |
| L'Escarène                              | Noël Albin*               |                           | PCF         | Canton supprimé            | Canton supprimé | Canton supprimé |
| Grasse-Nord                             | Jérôme Viaud              |                           | UMP         | Canton supprimé            | Canton supprimé | Canton supprimé |
| Grasse-Sud                              | Jean-Raymond Vinciguerra  |                           | ECO         | Canton supprimé            | Canton supprimé | Canton supprimé |
| Grasse-1                                | Canton créé               | Canton créé               | Canton créé | Michèle Olivier            |                 | UMP             |
| Grasse-1                                | Canton créé               | Canton créé               | Canton créé | Jérôme Viaud               |                 | UMP             |
| Grasse-2                                | Canton créé               | Canton créé               | Canton créé | Marie-Louise Gourdon       |                 | PS              |
| Grasse-2                                | Canton créé               | Canton créé               | Canton créé | Jean-Raymond Vinciguerra   |                 | DVE             |
| Guillaumes                              | Charles Ange Ginésy       |                           | UMP         | Canton supprimé            | Canton supprimé | Canton supprimé |
| Lantosque                               | Jean Thaon*               |                           | UMP         | Canton supprimé            | Canton supprimé | Canton supprimé |
| Levens                                  | Alain Frère*              |                           | UMP         | Canton supprimé            | Canton supprimé | Canton supprimé |
| Mandelieu-Cannes-Ouest                  | Henri Leroy               |                           | UMP         | Canton supprimé            | Canton supprimé | Canton supprimé |
| Mandelieu-la-Napoule                    | Canton créé               | Canton créé               | Canton créé | Henri Leroy                |                 | UMP             |
| Mandelieu-la-Napoule                    | Canton créé               | Canton créé               | Canton créé | Michèle Paganin            |                 | UDI             |
| Menton-Est                              | Colette Giudicelli        |                           | UMP         | Canton supprimé            | Canton supprimé | Canton supprimé |
| Menton-Ouest                            | Patrick Cesari            |                           | UMP         | Canton supprimé            | Canton supprimé | Canton supprimé |
| Menton                                  | Canton créé               | Canton créé               | Canton créé | Patrick Cesari             |                 | UMP             |
| Menton                                  | Canton créé               | Canton créé               | Canton créé | Colette Giudicelli         |                 | UMP             |
| Mougins                                 | Marie-Louise Gourdon      |                           | PS          | Canton supprimé            | Canton supprimé | Canton supprimé |
| Nice-1                                  | Marc Concas*              |                           | DVG         | Françoise Monier           |                 | UMP             |
| Nice-1                                  | Marc Concas*              | Auguste Vérola            | DVG         |                            | UMP             |                 |
| Nice-2                                  | Jean-Auguste Icart*       |                           | DVD         | Bernard Asso               |                 | UMP             |
| Nice-2                                  | Jean-Auguste Icart*       | Marine Brenier            | DVD         |                            | UMP             |                 |
| Nice-3                                  | Jacques Victor*           |                           | PCF         | Dominique Estrosi Sassone  |                 | UMP             |
| Nice-3                                  | Jacques Victor*           | Charles Scibetta          | PCF         |                            | UDI             |                 |
| Nice-4                                  | Auguste Vérola            |                           | UMP         | Bernard Baudin             |                 | UMP             |
| Nice-4                                  | Auguste Vérola            | Nicole Merlino-Manzino    | UMP         |                            | UDI             |                 |
| Nice-5                                  | Patrick Mottard           |                           | PRG         | Franck Martin              |                 | UMP             |
| Nice-5                                  | Patrick Mottard           | Catherine Moreau          | PRG         |                            | UDI             |                 |
| Nice-6                                  | Lauriano Azinheirinha     |                           | UDI         | Lauriano Azinheirinha      |                 | UDI             |
| Nice-6                                  | Lauriano Azinheirinha     | Martine Ouaknine          | UDI         |                            | UMP             |                 |
| Nice-7                                  | Bernard Baudin            |                           | UMP         | Honoré Colomas             |                 | UMP             |
| Nice-7                                  | Bernard Baudin            | Fatima Khaldi-Bououghroum | UMP         |                            | UMP             |                 |
| Nice-8                                  | Olivier Bettati*          |                           | UMP         | Anne Ramos                 |                 | UMP             |
| Nice-8                                  | Olivier Bettati*          | Philippe Rossini          | UMP         |                            | UDI             |                 |
| Nice-9                                  | Joseph Calza*             |                           | UMP         | Janine Gilletta            |                 | UMP             |
| Nice-9                                  | Joseph Calza*             | Philippe Soussi           | UMP         |                            | UDI             |                 |
| Nice-10                                 | Bernard Asso              |                           | UMP         | Canton supprimé            | Canton supprimé | Canton supprimé |
| Nice-11                                 | Daniel Benchimol*         |                           | UMP         | Canton supprimé            | Canton supprimé | Canton supprimé |
| Nice-12                                 | Benoît Kandel*            |                           | UMP         | Canton supprimé            | Canton supprimé | Canton supprimé |
| Nice-13                                 | Honoré Colomas            |                           | UMP         | Canton supprimé            | Canton supprimé | Canton supprimé |
| Nice-14                                 | Dominique Estrosi Sassone |                           | UMP         | Canton supprimé            | Canton supprimé | Canton supprimé |
| Puget-Théniers                          | Robert Velay              |                           | UMP         | Canton supprimé            | Canton supprimé | Canton supprimé |
| Roquebillière                           | Gérard Manfredi           |                           | UMP         | Canton supprimé            | Canton supprimé | Canton supprimé |
| Roquestéron                             | Pierre-Guy Morani*        |                           | UMP         | Canton supprimé            | Canton supprimé | Canton supprimé |
| Saint-Auban                             | Thierry Gueguen*          |                           | UMP         | Canton supprimé            | Canton supprimé | Canton supprimé |
| Saint-Étienne-de-Tinée                  | Caroline Murris*          |                           | UMP         | Canton supprimé            | Canton supprimé | Canton supprimé |
| Saint-Laurent-du-Var-Cagnes-sur-Mer-Est | Henri Revel               |                           | UMP         | Canton supprimé            | Canton supprimé | Canton supprimé |
| Saint-Martin-Vésubie                    | Éric Ciotti               |                           | UMP         | Canton supprimé            | Canton supprimé | Canton supprimé |
| Saint-Sauveur-sur-Tinée                 | Fernand Blanchi*          |                           | UMP         | Canton supprimé            | Canton supprimé | Canton supprimé |
| Saint-Vallier-de-Thiey                  | Jean-Marc Delia*          |                           | UDI         | Canton supprimé            | Canton supprimé | Canton supprimé |
| Sospel                                  | Jean-Mario Lorenzi*       |                           | UMP         | Canton supprimé            | Canton supprimé | Canton supprimé |
| Tende                                   | José Balarello*           |                           | UMP         | Canton supprimé            | Canton supprimé | Canton supprimé |
| Tourrette-Levens                        | Canton créé               | Canton créé               | Canton créé | Éric Ciotti                |                 | UMP             |
| Tourrette-Levens                        | Canton créé               | Canton créé               | Canton créé | Caroline Migliore          |                 | UMP             |
| Valbonne                                | Canton créé               | Canton créé               | Canton créé | Anne-Marie Dumont          |                 | UMP             |
| Valbonne                                | Canton créé               | Canton créé               | Canton créé | Gérald Lombardo            |                 | UMP             |
| Vallauris-Antibes-Ouest                 | Alain Gumiel*             |                           | UMP         | Canton supprimé            | Canton supprimé | Canton supprimé |
| Vence                                   | Anne Sattonnet            |                           | UDI         | Charles Ange Ginésy        |                 | UMP             |
| Vence                                   | Anne Sattonnet            | Anne Sattonnet            | UDI         |                            | UDI             |                 |
| Villars-sur-Var                         | Roger Ciais*              |                           | UMP         | Canton supprimé            | Canton supprimé | Canton supprimé |
| Villefranche-sur-Mer                    | Xavier Beck               |                           | UMP         | Canton supprimé            | Canton supprimé | Canton supprimé |
| Villeneuve-Loubet                       | Canton créé               | Canton créé               | Canton créé | Marie Benassayag           |                 | UMP             |
| Villeneuve-Loubet                       | Canton créé               | Canton créé               | Canton créé | Michel Rossi               |                 | UMP             |

* Conseillers généraux sortants ne se représentant pas

## Résultats par canton

### Canton d'Antibes-1
| Candidats            | Candidats           | Partis      | Partis      | Premier tour | Premier tour | Second tour | Second tour |
| Candidats            | Candidats           | Partis      | Partis      | Voix         | %            | Voix        | %           |
| -------------------- | ------------------- | ----------- | ----------- | ------------ | ------------ | ----------- | ----------- |
| 1                    | Georges Roux*       |             | UMP         | 4 409        | 38,85        | 6 744       | 59,54       |
| 1                    | Michelle Salucki    |             | UDI         | 4 409        | 38,85        | 6 744       | 59,54       |
| 2                    | Jean-Noël Falcou    |             | DVG         | 1 692        | 14,91        |             |             |
| 2                    | Isabelle Fleury     |             | DVG         | 1 692        | 14,91        |             |             |
| 3                    | Anne Chevalier      |             | FN          | 3 962        | 34,91        | 4 582       | 40,46       |
| 3                    | Lionel Tivoli       |             | FN          | 3 962        | 34,91        | 4 582       | 40,46       |
| 4                    | Cécile Dumas        |             | PCF         | 755          | 6,65         |             |             |
| 4                    | Mickaël Micoud      |             | MS          | 755          | 6,65         |             |             |
| 5                    | Patrick Lavitola    |             | DVD         | 530          | 4,67         |             |             |
| 5                    | Marie-Line Serafino |             | DLF         | 530          | 4,67         |             |             |
|                      |                     |             |             |              |              |             |             |
| Inscrits             | Inscrits            | Inscrits    | Inscrits    | 25 917       | 100,00       | 25 917      | 100,00      |
| Abstentions          | Abstentions         | Abstentions | Abstentions | 14 167       | 54,66        | 13 864      | 53,49       |
| Votants              | Votants             | Votants     | Votants     | 11 750       | 45,34        | 12 053      | 46,51       |
| Blancs               | Blancs              | Blancs      | Blancs      | 291          | 2,48         | 531         | 4,41        |
| Nuls                 | Nuls                | Nuls        | Nuls        | 111          | 0,94         | 196         | 1,63        |
| Exprimés             | Exprimés            | Exprimés    | Exprimés    | 11 348       | 96,58        | 11 326      | 93,97       |
| * conseiller sortant |                     |             |             |              |              |             |             |

### Canton d'Antibes-2
| Candidats   | Candidats                 | Partis      | Partis      | Premier tour | Premier tour | Second tour | Second tour |
| Candidats   | Candidats                 | Partis      | Partis      | Voix         | %            | Voix        | %           |
| ----------- | ------------------------- | ----------- | ----------- | ------------ | ------------ | ----------- | ----------- |
| 1           | Alexandra Borchio-Fontimp |             | UMP         | 5 130        | 49,27        | 6 551       | 66,55       |
| 1           | Jacques Gente             |             | UMP         | 5 130        | 49,27        | 6 551       | 66,55       |
| 2           | Nora Choubane             |             | PS          | 1 317        | 12,65        |             |             |
| 2           | Arnaud Delcasse           |             | PS          | 1 317        | 12,65        |             |             |
| 3           | Tanguy Cornec             |             | FN          | 3 334        | 32,02        | 3 292       | 33,45       |
| 3           | Rose-Marie Duse           |             | FN          | 3 334        | 32,02        | 3 292       | 33,45       |
| 4           | Laure Guérard             |             | MS          | 632          | 6,07         |             |             |
| 4           | Gérard Piel               |             | PCF         | 632          | 6,07         |             |             |
|             |                           |             |             |              |              |             |             |
| Inscrits    | Inscrits                  | Inscrits    | Inscrits    | 22 178       | 100,00       | 22 178      | 100,00      |
| Abstentions | Abstentions               | Abstentions | Abstentions | 11 334       | 51,1         | 11 602      | 52,31       |
| Votants     | Votants                   | Votants     | Votants     | 10 844       | 48,9         | 10 576      | 47,69       |
| Blancs      | Blancs                    | Blancs      | Blancs      | 377          | 3,48         | 639         | 6,04        |
| Nuls        | Nuls                      | Nuls        | Nuls        | 54           | 0,5          | 94          | 0,89        |
| Exprimés    | Exprimés                  | Exprimés    | Exprimés    | 10 413       | 96,03        | 9 843       | 93,07       |

### Canton d'Antibes-3
| Candidats   | Candidats                   | Partis      | Partis      | Premier tour | Premier tour | Second tour | Second tour |
| Candidats   | Candidats                   | Partis      | Partis      | Voix         | %            | Voix        | %           |
| ----------- | --------------------------- | ----------- | ----------- | ------------ | ------------ | ----------- | ----------- |
| 1           | Sophie Deschaintres         |             | UDI         | 5 430        | 47,23        | 7 326       | 67,97       |
| 1           | Éric Pauget                 |             | UMP         | 5 430        | 47,23        | 7 326       | 67,97       |
| 2           | Aurélien Beveraggi          |             | PS          | 1 862        | 16,20        |             |             |
| 2           | Michèle Muratore            |             | PS          | 1 862        | 16,20        |             |             |
| 3           | Danièle Boïs                |             | PCF         | 627          | 5,45         |             |             |
| 3           | Rémi Quinton                |             | PCF         | 627          | 5,45         |             |             |
| 4           | Cyril Aussenac              |             | FN          | 3 577        | 31,12        | 3 453       | 32,03       |
| 4           | Marie-Christine Montanarini |             | FN          | 3 577        | 31,12        | 3 453       | 32,03       |
|             |                             |             |             |              |              |             |             |
| Inscrits    | Inscrits                    | Inscrits    | Inscrits    | 23 847       | 100,00       | 23 854      | 100,00      |
| Abstentions | Abstentions                 | Abstentions | Abstentions | 11 959       | 50,15        | 12 312      | 51,61       |
| Votants     | Votants                     | Votants     | Votants     | 11 888       | 49,85        | 11 542      | 48,39       |
| Blancs      | Blancs                      | Blancs      | Blancs      | 326          | 2,74         | 616         | 5,34        |
| Nuls        | Nuls                        | Nuls        | Nuls        | 66           | 0,56         | 147         | 1,27        |
| Exprimés    | Exprimés                    | Exprimés    | Exprimés    | 11 496       | 96,7         | 10 779      | 93,39       |

### Canton de Beausoleil
| Candidats            | Candidats             | Partis      | Partis      | Premier tour | Premier tour | Second tour | Second tour |
| Candidats            | Candidats             | Partis      | Partis      | Voix         | %            | Voix        | %           |
| -------------------- | --------------------- | ----------- | ----------- | ------------ | ------------ | ----------- | ----------- |
| 1                    | Xavier Beck*          |             | UMP         | 4 263        | 40,04        | 6 429       | 62,72       |
| 1                    | Sabrina Ferrand       |             | UMP         | 4 263        | 40,04        | 6 429       | 62,72       |
| 2                    | Stéphane Cherki       |             | DVD         | 2 231        | 20,95        |             |             |
| 2                    | Martine Perez         |             | DVD         | 2 231        | 20,95        |             |             |
| 3                    | Arnalde Bruciamacchie |             | PCF         | 934          | 8,77         |             |             |
| 3                    | Fanny Rogolini        |             | PCF         | 934          | 8,77         |             |             |
| 4                    | Nathalie Gualandi     |             | FN          | 3 220        | 30,24        | 3 822       | 37,28       |
| 4                    | Jean-Jacques Guitard  |             | FN          | 3 220        | 30,24        | 3 822       | 37,28       |
|                      |                       |             |             |              |              |             |             |
| Inscrits             | Inscrits              | Inscrits    | Inscrits    | 24 440       | 100,00       | 24 440      | 100,00      |
| Abstentions          | Abstentions           | Abstentions | Abstentions | 13 447       | 55,02        | 13 559      | 55,48       |
| Votants              | Votants               | Votants     | Votants     | 10 993       | 44,98        | 10 881      | 44,52       |
| Blancs               | Blancs                | Blancs      | Blancs      | 228          | 2,07         | 388         | 3,57        |
| Nuls                 | Nuls                  | Nuls        | Nuls        | 117          | 1,06         | 242         | 2,22        |
| Exprimés             | Exprimés              | Exprimés    | Exprimés    | 10 648       | 96,86        | 10 251      | 94,21       |
| * conseiller sortant |                       |             |             |              |              |             |             |

### Canton de Cagnes-sur-Mer-1
| Candidats            | Candidats               | Partis      | Partis      | Premier tour | Premier tour | Second tour | Second tour |
| Candidats            | Candidats               | Partis      | Partis      | Voix         | %            | Voix        | %           |
| -------------------- | ----------------------- | ----------- | ----------- | ------------ | ------------ | ----------- | ----------- |
| 1                    | Jean-Paul Perez         |             | FN          | 4 999        | 37,86        | 5 536       | 42,19       |
| 1                    | Patricia Troncin        |             | FN          | 4 999        | 37,86        | 5 536       | 42,19       |
| 2                    | Nathalie Berrebi        |             | PS          | 1 218        | 9,22         |             |             |
| 2                    | Michel Ghertman         |             | PS          | 1 218        | 9,22         |             |             |
| 3                    | Gustavine Mabiala       |             | PCF         | 751          | 5,69         |             |             |
| 3                    | Jean-François Téaldi    |             | PCF         | 751          | 5,69         |             |             |
| 4                    | Roland Constant         |             | UMP         | 4 839        | 36,65        | 7 585       | 57,81       |
| 4                    | Josiane Piret           |             | UMP         | 4 839        | 36,65        | 7 585       | 57,81       |
| 5                    | Jean-Antoine Burroni    |             | DLF         | 633          | 4,79         |             |             |
| 5                    | Françoise Revest*       |             | DVD         | 633          | 4,79         |             |             |
| 6                    | Valérie Saché-Grouès    |             | MoDem       | 765          | 5,79         |             |             |
| 6                    | Philippe Touzeau-Menoni |             | MoDem       | 765          | 5,79         |             |             |
|                      |                         |             |             |              |              |             |             |
| Inscrits             | Inscrits                | Inscrits    | Inscrits    | 28 150       | 100,00       | 28 150      | 100,00      |
| Abstentions          | Abstentions             | Abstentions | Abstentions | 14 585       | 51,81        | 14 193      | 50,42       |
| Votants              | Votants                 | Votants     | Votants     | 13 565       | 48,19        | 13 957      | 49,58       |
| Blancs               | Blancs                  | Blancs      | Blancs      | 240          | 1,77         | 585         | 4,19        |
| Nuls                 | Nuls                    | Nuls        | Nuls        | 120          | 0,88         | 251         | 1,8         |
| Exprimés             | Exprimés                | Exprimés    | Exprimés    | 13 205       | 97,35        | 13 121      | 94,01       |
| * conseiller sortant |                         |             |             |              |              |             |             |

### Canton de Cagnes-sur-Mer-2
| Candidats            | Candidats                | Partis      | Partis      | Premier tour | Premier tour | Second tour | Second tour |
| Candidats            | Candidats                | Partis      | Partis      | Voix         | %            | Voix        | %           |
| -------------------- | ------------------------ | ----------- | ----------- | ------------ | ------------ | ----------- | ----------- |
| 1                    | Annie Finzi              |             | DVD         | 573          | 3,59         |             |             |
| 1                    | Léopold Mayen            |             | DVD         | 573          | 3,59         |             |             |
| 2                    | Brigitte Merle des Isles |             | FN          | 5 651        | 35,43        | 6 594       | 41,38       |
| 2                    | Lionel Prados            |             | FN          | 5 651        | 35,43        | 6 594       | 41,38       |
| 3                    | Joseph Segura            |             | UMP         | 5 672        | 35,57        | 9 342       | 58,62       |
| 3                    | Vanessa Siegel           |             | UMP         | 5 672        | 35,57        | 9 342       | 58,62       |
| 4                    | Stéphanie Braganti       |             | EÉLV        | 1 824        | 11,44        |             |             |
| 4                    | Antoine Marchese         |             | EÉLV        | 1 824        | 11,44        |             |             |
| 5                    | Alexan Colmars           |             | PG          | 902          | 5,66         |             |             |
| 5                    | Martine Nativi           |             | PCF         | 902          | 5,66         |             |             |
| 6                    | Jeanne Dura              |             | DVD         | 1 326        | 8,31         |             |             |
| 6                    | Henri Revel*             |             | DVD         | 1 326        | 8,31         |             |             |
|                      |                          |             |             |              |              |             |             |
| Inscrits             | Inscrits                 | Inscrits    | Inscrits    | 33 557       | 100,00       | 33 557      | 100,00      |
| Abstentions          | Abstentions              | Abstentions | Abstentions | 17 033       | 50,76        | 16 428      | 48,96       |
| Votants              | Votants                  | Votants     | Votants     | 16 524       | 49,24        | 17 129      | 51,04       |
| Blancs               | Blancs                   | Blancs      | Blancs      | 528          | 3,2          | 1 095       | 6,39        |
| Nuls                 | Nuls                     | Nuls        | Nuls        | 48           | 0,29         | 98          | 0,57        |
| Exprimés             | Exprimés                 | Exprimés    | Exprimés    | 15 948       | 96,51        | 15 936      | 93,04       |
| * conseiller sortant |                          |             |             |              |              |             |             |

### Canton de Cannes-1
| Candidats   | Candidats          | Partis      | Partis      | Premier tour | Premier tour | Second tour | Second tour |
| Candidats   | Candidats          | Partis      | Partis      | Voix         | %            | Voix        | %           |
| ----------- | ------------------ | ----------- | ----------- | ------------ | ------------ | ----------- | ----------- |
| 1           | Martine Bosc       |             | PS          | 1 789        | 13,53        |             |             |
| 1           | José Garcia Abia   |             | PS          | 1 789        | 13,53        |             |             |
| 2           | Philippe Buerch    |             | DVD         | 853          | 6,45         |             |             |
| 2           | Jocelyne Duhalde   |             | DVD         | 853          | 6,45         |             |             |
| 3           | Catherine Dorten   |             | FN          | 5 323        | 40,26        | 5 619       | 43,65       |
| 3           | Ghislain Marsot    |             | FN          | 5 323        | 40,26        | 5 619       | 43,65       |
| 4           | Joëlle Arini       |             | UMP         | 4 562        | 34,51        | 7 253       | 56,35       |
| 4           | Frank Chikli       |             | UMP         | 4 562        | 34,51        | 7 253       | 56,35       |
| 5           | Dominique Henrot   |             | PCF         | 693          | 5,24         |             |             |
| 5           | Christine Schouver |             | PCF         | 693          | 5,24         |             |             |
|             |                    |             |             |              |              |             |             |
| Inscrits    | Inscrits           | Inscrits    | Inscrits    | 29 519       | 100,00       | 29 519      | 100,00      |
| Abstentions | Abstentions        | Abstentions | Abstentions | 15 859       | 53,72        | 15 829      | 53,62       |
| Votants     | Votants            | Votants     | Votants     | 13 660       | 46,28        | 13 690      | 46,38       |
| Blancs      | Blancs             | Blancs      | Blancs      | 297          | 2,17         | 558         | 4,08        |
| Nuls        | Nuls               | Nuls        | Nuls        | 143          | 1,05         | 260         | 1,9         |
| Exprimés    | Exprimés           | Exprimés    | Exprimés    | 13 220       | 96,78        | 12 872      | 94,02       |

### Canton de Cannes-2
| Candidats            | Candidats                | Partis      | Partis      | Premier tour | Premier tour |
| Candidats            | Candidats                | Partis      | Partis      | Voix         | %            |
| -------------------- | ------------------------ | ----------- | ----------- | ------------ | ------------ |
| 1                    | Chantal Azémar-Morandini |             | UMP         | 8 070        | 56,52        |
| 1                    | David Lisnard*           |             | UMP         | 8 070        | 56,52        |
| 2                    | Éric Ravasco             |             | FN          | 4 081        | 28,58        |
| 2                    | Marie Simonot            |             | FN          | 4 081        | 28,58        |
| 3                    | Jean-Luc Dugelay         |             | DLF         | 418          | 2,93         |
| 3                    | Sophie Mori              |             | DLF         | 418          | 2,93         |
| 4                    | Philippe Argosini        |             | PS          | 1 265        | 8,86         |
| 4                    | Anne Majri               |             | PS          | 1 265        | 8,86         |
| 5                    | Véronique Gotti          |             | PCF         | 444          | 3,11         |
| 5                    | Claude Meyffret          |             | PCF         | 444          | 3,11         |
|                      |                          |             |             |              |              |
| Inscrits             | Inscrits                 | Inscrits    | Inscrits    | 30 332       | 100,00       |
| Abstentions          | Abstentions              | Abstentions | Abstentions | 15 734       | 51,87        |
| Votants              | Votants                  | Votants     | Votants     | 14 598       | 48,13        |
| Blancs               | Blancs                   | Blancs      | Blancs      | 189          | 1,29         |
| Nuls                 | Nuls                     | Nuls        | Nuls        | 131          | 0,90         |
| Exprimés             | Exprimés                 | Exprimés    | Exprimés    | 14 278       | 97,81        |
| * conseiller sortant |                          |             |             |              |              |

### Canton du Cannet
| Candidats   | Candidats                  | Partis      | Partis      | Premier tour | Premier tour | Second tour | Second tour |
| Candidats   | Candidats                  | Partis      | Partis      | Voix         | %            | Voix        | %           |
| ----------- | -------------------------- | ----------- | ----------- | ------------ | ------------ | ----------- | ----------- |
| 1           | Françoise Duhalde-Guignard |             | UMP         | 7 147        | 49,11        | 9 116       | 65,89       |
| 1           | Patrick Tambay             |             | UMP         | 7 147        | 49,11        | 9 116       | 65,89       |
| 2           | Pierre Bernasconi          |             | PCF         | 993          | 6,82         |             |             |
| 2           | Anne Manauthon             |             | PCF         | 993          | 6,82         |             |             |
| 3           | Julien Clos                |             | FN          | 4 741        | 32,58        | 4 719       | 34,11       |
| 3           | Gaëlle Quentin             |             | FN          | 4 741        | 32,58        | 4 719       | 34,11       |
| 4           | Louis Acacio               |             | PS          | 1 671        | 11,48        |             |             |
| 4           | Chantal Chasseriaud        |             | PS          | 1 671        | 11,48        |             |             |
|             |                            |             |             |              |              |             |             |
| Inscrits    | Inscrits                   | Inscrits    | Inscrits    | 32 157       | 100,00       | 32 258      | 100,00      |
| Abstentions | Abstentions                | Abstentions | Abstentions | 17 001       | 52,87        | 17 342      | 53,76       |
| Votants     | Votants                    | Votants     | Votants     | 15 156       | 47,13        | 14 916      | 46,24       |
| Blancs      | Blancs                     | Blancs      | Blancs      | 526          | 3,47         | 930         | 6,23        |
| Nuls        | Nuls                       | Nuls        | Nuls        | 78           | 0,51         | 151         | 1,01        |
| Exprimés    | Exprimés                   | Exprimés    | Exprimés    | 14 552       | 96,01        | 13 835      | 92,75       |

### Canton de Contes
| Candidats   | Candidats                | Partis      | Partis      | Premier tour | Premier tour | Second tour | Second tour |
| Candidats   | Candidats                | Partis      | Partis      | Voix         | %            | Voix        | %           |
| ----------- | ------------------------ | ----------- | ----------- | ------------ | ------------ | ----------- | ----------- |
| 1           | Yoann Saliba             |             | FN          | 5 126        | 33,49        | 5 638       | 34,44       |
| 1           | Lydia Schénardi          |             | FN          | 5 126        | 33,49        | 5 638       | 34,44       |
| 2           | Michel Lottier           |             | UMP         | 3 662        | 23,92        | 3 568       | 21,8        |
| 2           | Henriette Royal Calcagno |             | DVD         | 3 662        | 23,92        | 3 568       | 21,8        |
| 3           | Valérie Tomasini         |             | PCF         | 5 564        | 36,35        | 7 164       | 43,76       |
| 3           | Francis Tujague          |             | PCF         | 5 564        | 36,35        | 7 164       | 43,76       |
| 4           | Léonore Hunebelle        |             | EÉLV        | 956          | 6,25         |             |             |
| 4           | Laurent Lanquar          |             | EÉLV        | 956          | 6,25         |             |             |
|             |                          |             |             |              |              |             |             |
| Inscrits    | Inscrits                 | Inscrits    | Inscrits    | 28 974       | 100,00       | 28 975      | 100,00      |
| Abstentions | Abstentions              | Abstentions | Abstentions | 13 191       | 45,53        | 12 202      | 42,11       |
| Votants     | Votants                  | Votants     | Votants     | 15 783       | 54,47        | 16 773      | 57,89       |
| Blancs      | Blancs                   | Blancs      | Blancs      | 286          | 1,81         | 295         | 1,76        |
| Nuls        | Nuls                     | Nuls        | Nuls        | 189          | 1,2          | 108         | 0,64        |
| Exprimés    | Exprimés                 | Exprimés    | Exprimés    | 15 308       | 96,99        | 16 370      | 97,6        |

### Canton de Grasse-1
| Candidats   | Candidats           | Partis      | Partis      | Premier tour | Premier tour | Second tour | Second tour |
| Candidats   | Candidats           | Partis      | Partis      | Voix         | %            | Voix        | %           |
| ----------- | ------------------- | ----------- | ----------- | ------------ | ------------ | ----------- | ----------- |
| 1           | Stéphane Cassarini  |             | DVD         | 1 514        | 10,13        |             |             |
| 1           | Myriam Comanducci   |             | DVD         | 1 514        | 10,13        |             |             |
| 2           | Jean-Marc Degioanni |             | FN          | 4 613        | 30,87        | 5 284       | 36,94       |
| 2           | Corinne Sanjuan     |             | FN          | 4 613        | 30,87        | 5 284       | 36,94       |
| 3           | Magali Conesa-Mozin |             | PCF         | 2 766        | 18,51        |             |             |
| 3           | Fabrice Lachenmaier |             | DVG         | 2 766        | 18,51        |             |             |
| 4           | Michèle Olivier     |             | UMP         | 6 050        | 40,49        | 9 019       | 63,06       |
| 4           | Jérôme Viaud        |             | UMP         | 6 050        | 40,49        | 9 019       | 63,06       |
|             |                     |             |             |              |              |             |             |
| Inscrits    | Inscrits            | Inscrits    | Inscrits    | 31 559       | 100,00       | 31 559      | 100,00      |
| Abstentions | Abstentions         | Abstentions | Abstentions | 16 051       | 50,86        | 15 930      | 50,48       |
| Votants     | Votants             | Votants     | Votants     | 15 508       | 49,14        | 15 629      | 49,52       |
| Blancs      | Blancs              | Blancs      | Blancs      | 428          | 2,76         | 978         | 6,26        |
| Nuls        | Nuls                | Nuls        | Nuls        | 137          | 0,88         | 348         | 2,23        |
| Exprimés    | Exprimés            | Exprimés    | Exprimés    | 14 943       | 96,36        | 14 303      | 91,52       |

### Canton de Grasse-2
| Candidats            | Candidats                | Partis      | Partis      | Premier tour | Premier tour | Second tour | Second tour |
| Candidats            | Candidats                | Partis      | Partis      | Voix         | %            | Voix        | %           |
| -------------------- | ------------------------ | ----------- | ----------- | ------------ | ------------ | ----------- | ----------- |
| 1                    | Marie-Louise Gourdon*    |             | PS          | 4 434        | 32,58        | 7 589       | 57,25       |
| 1                    | Jean-Raymond Vinciguerra |             | DVE         | 4 434        | 32,58        | 7 589       | 57,25       |
| 2                    | Gérard Delhomez          |             | UMP         | 3 525        | 25,90        |             |             |
| 2                    | Brigitte Perez-Vidal     |             | UMP         | 3 525        | 25,90        |             |             |
| 3                    | Mireille Bancel          |             | FN          | 4 300        | 31,60        | 5 667       | 42,75       |
| 3                    | Domenico Cotrone         |             | FN          | 4 300        | 31,60        | 5 667       | 42,75       |
| 4                    | Mekia Noura Addad        |             | PCF         | 1 349        | 9,91         |             |             |
| 4                    | Damien Voarino           |             | PCF         | 1 349        | 9,91         |             |             |
|                      |                          |             |             |              |              |             |             |
| Inscrits             | Inscrits                 | Inscrits    | Inscrits    | 28 211       | 100,00       | 28 217      | 100,00      |
| Abstentions          | Abstentions              | Abstentions | Abstentions | 14 221       | 50,41        | 14 006      | 49,64       |
| Votants              | Votants                  | Votants     | Votants     | 13 990       | 49,59        | 14 211      | 50,36       |
| Blancs               | Blancs                   | Blancs      | Blancs      | 284          | 2,03         | 731         | 5,14        |
| Nuls                 | Nuls                     | Nuls        | Nuls        | 98           | 0,7          | 224         | 1,58        |
| Exprimés             | Exprimés                 | Exprimés    | Exprimés    | 13 608       | 97,27        | 13 256      | 93,28       |
| * conseiller sortant |                          |             |             |              |              |             |             |

### Canton de Mandelieu-la-Napoule
| 1                    | Henri Leroy*    |             | UMP         | 8 874  | 56,14  |  |  |
| 1                    | Michèle Paganin |             | UDI         | 8 874  | 56,14  |  |  |
| 2                    | Nathalie Pavard |             | FN          | 5 210  | 32,96  |  |  |
| 2                    | Stéphane Rioux  |             | FN          | 5 210  | 32,96  |  |  |
| 3                    | Sophie Basilien |             | FG          | 1 722  | 10,89  |  |  |
| 3                    | Hervé Lavisse   |             | PG          | 1 722  | 10,89  |  |  |
|                      |                 |             |             |        |        |  |  |
| Inscrits             | Inscrits        | Inscrits    | Inscrits    | 30 831 | 100,00 |  |  |
| Abstentions          | Abstentions     | Abstentions | Abstentions | 14 260 | 46,25  |  |  |
| Votants              | Votants         | Votants     | Votants     | 16 571 | 53,75  |  |  |
| Blancs               | Blancs          | Blancs      | Blancs      | 695    | 4,19   |  |  |
| Nuls                 | Nuls            | Nuls        | Nuls        | 70     | 0,42   |  |  |
| Exprimés             | Exprimés        | Exprimés    | Exprimés    | 15 806 | 95,38  |  |  |
| * conseiller sortant |                 |             |             |        |        |  |  |

### Canton de Menton
| Candidats            | Candidats             | Partis      | Partis      | Premier tour | Premier tour | Second tour | Second tour |
| Candidats            | Candidats             | Partis      | Partis      | Voix         | %            | Voix        | %           |
| -------------------- | --------------------- | ----------- | ----------- | ------------ | ------------ | ----------- | ----------- |
| 1                    | Patrick Cesari*       |             | UMP         | 6 187        | 42,63        | 8 549       | 55,66       |
| 1                    | Colette Guidicelli    |             | UMP         | 6 187        | 42,63        | 8 549       | 55,66       |
| 2                    | Jean-Michel Cucinelli |             | PCF         | 1 151        | 7,93         |             |             |
| 2                    | Annie Polleri         |             | PCF         | 1 151        | 7,93         |             |             |
| 3                    | Francis Leborgne      |             | PS          | 1 464        | 10,09        |             |             |
| 3                    | Fanny Vanden Bossche  |             | PS          | 1 464        | 10,09        |             |             |
| 4                    | Thiery Gaziello       |             | FN          | 5 712        | 39,36        | 6 811       | 44,34       |
| 4                    | Gaelle Gucher         |             | FN          | 5 712        | 39,36        | 6 811       | 44,34       |
|                      |                       |             |             |              |              |             |             |
| Inscrits             | Inscrits              | Inscrits    | Inscrits    | 32 720       | 100,00       | 32 718      | 100,00      |
| Abstentions          | Abstentions           | Abstentions | Abstentions | 17 418       | 53,23        | 16 040      | 49,03       |
| Votants              | Votants               | Votants     | Votants     | 15 302       | 46,77        | 16 678      | 50,97       |
| Blancs               | Blancs                | Blancs      | Blancs      | 490          | 3,2          | 804         | 4,82        |
| Nuls                 | Nuls                  | Nuls        | Nuls        | 298          | 1,95         | 514         | 3,08        |
| Exprimés             | Exprimés              | Exprimés    | Exprimés    | 14 514       | 94,85        | 15 360      | 92,1        |
| * conseiller sortant |                       |             |             |              |              |             |             |

### Canton de Nice-1
| Candidats   | Candidats               | Partis      | Partis      | Premier tour | Premier tour | Second tour | Second tour |
| Candidats   | Candidats               | Partis      | Partis      | Voix         | %            | Voix        | %           |
| ----------- | ----------------------- | ----------- | ----------- | ------------ | ------------ | ----------- | ----------- |
| 1           | Antony Bonamy           |             | FN          | 3 478        | 30,38        | 3 489       | 32,72       |
| 1           | Michèle Salles          |             | FN          | 3 478        | 30,38        | 3 489       | 32,72       |
| 2           | Marianne Fournier       |             | PCF         | 609          | 5,32         |             |             |
| 2           | Arthur Leduc            |             | E!          | 609          | 5,32         |             |             |
| 3           | Françoise Assus Juttner |             | PS          | 1 805        | 15,77        |             |             |
| 3           | Khaled Benabderrahmane  |             | PS          | 1 805        | 15,77        |             |             |
| 4           | Françoise Monier        |             | UMP         | 5 372        | 46,93        | 7 174       | 67,28       |
| 4           | Auguste Verola          |             | UMP         | 5 372        | 46,93        | 7 174       | 67,28       |
| 5           | Alice Benichou          |             | SE          | 184          | 1,61         |             |             |
| 5           | Jean-Christophe Santoni |             | SE          | 184          | 1,61         |             |             |
|             |                         |             |             |              |              |             |             |
| Inscrits    | Inscrits                | Inscrits    | Inscrits    | 27 118       | 100,00       | 27 117      | 100,00      |
| Abstentions | Abstentions             | Abstentions | Abstentions | 15 343       | 56,58        | 15 660      | 57,75       |
| Votants     | Votants                 | Votants     | Votants     | 11 775       | 43,42        | 11 457      | 42,25       |
| Blancs      | Blancs                  | Blancs      | Blancs      | 203          | 1,72         | 537         | 4,69        |
| Nuls        | Nuls                    | Nuls        | Nuls        | 124          | 1,05         | 257         | 2,24        |
| Exprimés    | Exprimés                | Exprimés    | Exprimés    | 11 448       | 97,22        | 10 663      | 93,07       |

### Canton de Nice-2
| Candidats            | Candidats              | Partis      | Partis      | Premier tour | Premier tour | Second tour | Second tour |
| Candidats            | Candidats              | Partis      | Partis      | Voix         | %            | Voix        | %           |
| -------------------- | ---------------------- | ----------- | ----------- | ------------ | ------------ | ----------- | ----------- |
| 1                    | Michel Brutti          |             | FN          | 5 039        | 36,89        | 5 018       | 38,49       |
| 1                    | Aulde Maisonneuve      |             | FN          | 5 039        | 36,89        | 5 018       | 38,49       |
| 2                    | Bernard Asso*          |             | UMP         | 5 833        | 42,71        | 8 018       | 61,51       |
| 2                    | Marine Brenier         |             | UMP         | 5 833        | 42,71        | 8 018       | 61,51       |
| 3                    | Mai-Anh Ngo            |             | DVG         | 2 197        | 16,09        |             |             |
| 3                    | Jean-Christophe Picard |             | PRG         | 2 197        | 16,09        |             |             |
| 4                    | Syphax Allek           |             | PG          | 589          | 4,31         |             |             |
| 4                    | Brigitte Bocianowski   |             | PCF         | 589          | 4,31         |             |             |
|                      |                        |             |             |              |              |             |             |
| Inscrits             | Inscrits               | Inscrits    | Inscrits    | 31 063       | 100,00       | 31 061      | 100,00      |
| Abstentions          | Abstentions            | Abstentions | Abstentions | 16 923       | 54,48        | 17 112      | 55,09       |
| Votants              | Votants                | Votants     | Votants     | 14 140       | 45,52        | 13 949      | 44,91       |
| Blancs               | Blancs                 | Blancs      | Blancs      | 298          | 2,11         | 613         | 4,39        |
| Nuls                 | Nuls                   | Nuls        | Nuls        | 184          | 1,3          | 300         | 2,15        |
| Exprimés             | Exprimés               | Exprimés    | Exprimés    | 13 658       | 96,59        | 13 036      | 93,45       |
| * conseiller sortant |                        |             |             |              |              |             |             |

### Canton de Nice-3
| Candidats            | Candidats                  | Partis      | Partis      | Premier tour | Premier tour | Second tour | Second tour |
| Candidats            | Candidats                  | Partis      | Partis      | Voix         | %            | Voix        | %           |
| -------------------- | -------------------------- | ----------- | ----------- | ------------ | ------------ | ----------- | ----------- |
| 1                    | Catherine Garcia           |             | FN diss.    | 404          | 3,43         |             |             |
| 1                    | Gilles Renoux              |             | UMP diss.   | 404          | 3,43         |             |             |
| 2                    | Dominique Estrosi Sassone* |             | UMP         | 4 420        | 37,57        | 6 785       | 57,83       |
| 2                    | Charles Scibetta           |             | UDI         | 4 420        | 37,57        | 6 785       | 57,83       |
| 3                    | Anne Alunno                |             | PS          | 1 666        | 14,16        |             |             |
| 3                    | Paul Cuturello             |             | PS          | 1 666        | 14,16        |             |             |
| 4                    | Florence Ciaravola         |             | E!          | 1 134        | 9,64         |             |             |
| 4                    | Jean-Pierre Testi          |             | PCF         | 1 134        | 9,64         |             |             |
| 5                    | Audrey Brondolin           |             | FN          | 4 142        | 35,20        | 4 947       | 42,17       |
| 5                    | Michel Thooris             |             | FN          | 4 142        | 35,20        | 4 947       | 42,17       |
|                      |                            |             |             |              |              |             |             |
| Inscrits             | Inscrits                   | Inscrits    | Inscrits    | 25 395       | 100,00       | 25 396      | 100,00      |
| Abstentions          | Abstentions                | Abstentions | Abstentions | 13 125       | 51,68        | 12 758      | 50,24       |
| Votants              | Votants                    | Votants     | Votants     | 12 270       | 48,32        | 12 638      | 49,76       |
| Blancs               | Blancs                     | Blancs      | Blancs      | 344          | 2,8          | 650         | 5,14        |
| Nuls                 | Nuls                       | Nuls        | Nuls        | 160          | 1,3          | 256         | 2,03        |
| Exprimés             | Exprimés                   | Exprimés    | Exprimés    | 11 766       | 95,89        | 11 732      | 92,83       |
| * conseiller sortant |                            |             |             |              |              |             |             |

### Canton de Nice-4
| Candidats            | Candidats              | Partis      | Partis      | Premier tour | Premier tour | Second tour | Second tour |
| Candidats            | Candidats              | Partis      | Partis      | Voix         | %            | Voix        | %           |
| -------------------- | ---------------------- | ----------- | ----------- | ------------ | ------------ | ----------- | ----------- |
| 1                    | Ève Galliano           |             | E!          | 1 920        | 13,84        |             |             |
| 1                    | Philippe Pellegrini    |             | PCF         | 1 920        | 13,84        |             |             |
| 2                    | Luc Chesnel            |             | EÉLV        | 1 309        | 9,44         |             |             |
| 2                    | Claude Le Roux         |             | EÉLV        | 1 309        | 9,44         |             |             |
| 3                    | Karine Duvivier        |             | DVD         | 299          | 2,16         |             |             |
| 3                    | Guillaume Spatola      |             | DVD         | 299          | 2,16         |             |             |
| 4                    | Jeanne Martin          |             | SIEL        | 5 285        | 38,10        | 5 520       | 41,77       |
| 4                    | Christian Prevel       |             | FN          | 5 285        | 38,10        | 5 520       | 41,77       |
| 5                    | Bernard Baudin*        |             | UMP         | 5 057        | 36,46        | 7 696       | 58,23       |
| 5                    | Nicole Merlino-Manzino |             | UDI         | 5 057        | 36,46        | 7 696       | 58,23       |
|                      |                        |             |             |              |              |             |             |
| Inscrits             | Inscrits               | Inscrits    | Inscrits    | 30 337       | 100,00       | 30 336      | 100,00      |
| Abstentions          | Abstentions            | Abstentions | Abstentions | 15 951       | 52,58        | 15 954      | 52,59       |
| Votants              | Votants                | Votants     | Votants     | 14 386       | 47,42        | 14 382      | 47,41       |
| Blancs               | Blancs                 | Blancs      | Blancs      | 344          | 2,39         | 787         | 5,47        |
| Nuls                 | Nuls                   | Nuls        | Nuls        | 172          | 1,2          | 379         | 2,64        |
| Exprimés             | Exprimés               | Exprimés    | Exprimés    | 13 870       | 96,41        | 13 216      | 91,89       |
| * conseiller sortant |                        |             |             |              |              |             |             |

### Canton de Nice-5
| Candidats            | Candidats              | Partis      | Partis      | Premier tour | Premier tour | Second tour | Second tour |
| Candidats            | Candidats              | Partis      | Partis      | Voix         | %            | Voix        | %           |
| -------------------- | ---------------------- | ----------- | ----------- | ------------ | ------------ | ----------- | ----------- |
| 1                    | Dominique Boy-Mottard  |             | PRG         | 3 258        | 25,13        |             |             |
| 1                    | Patrick Mottard*       |             | PRG         | 3 258        | 25,13        |             |             |
| 2                    | Chantal Agnely         |             | FN          | 3 810        | 29,39        | 4 122       | 35,74       |
| 2                    | Marc Gerios            |             | FN          | 3 810        | 29,39        | 4 122       | 35,74       |
| 3                    | Roseline Grac          |             | PG          | 872          | 6,73         |             |             |
| 3                    | Jean-Baptiste Sarocchi |             | PCF         | 872          | 6,73         |             |             |
| 4                    | Franck Martin          |             | UMP         | 4 622        | 35,66        | 7 411       | 64,26       |
| 4                    | Catherine Moreau       |             | UDI         | 4 622        | 35,66        | 7 411       | 64,26       |
| 5                    | Olga Albin             |             | DVD         | 401          | 3,09         |             |             |
| 5                    | Gael Nofri             |             | DVD         | 401          | 3,09         |             |             |
|                      |                        |             |             |              |              |             |             |
| Inscrits             | Inscrits               | Inscrits    | Inscrits    | 29 172       | 100,00       | 29 174      | 100,00      |
| Abstentions          | Abstentions            | Abstentions | Abstentions | 15 832       | 54,27        | 16 459      | 56,42       |
| Votants              | Votants                | Votants     | Votants     | 13 340       | 45,73        | 12 715      | 43,58       |
| Blancs               | Blancs                 | Blancs      | Blancs      | 241          | 1,81         | 812         | 6,39        |
| Nuls                 | Nuls                   | Nuls        | Nuls        | 136          | 1,02         | 370         | 2,91        |
| Exprimés             | Exprimés               | Exprimés    | Exprimés    | 12 963       | 97,17        | 11 533      | 90,7        |
| * conseiller sortant |                        |             |             |              |              |             |             |

### Canton de Nice-6
| Candidats            | Candidats              | Partis      | Partis      | Premier tour | Premier tour | Second tour | Second tour |
| Candidats            | Candidats              | Partis      | Partis      | Voix         | %            | Voix        | %           |
| -------------------- | ---------------------- | ----------- | ----------- | ------------ | ------------ | ----------- | ----------- |
| 1                    | Isabelle Chayet        |             | SE          | 112          | 0,85         |             |             |
| 1                    | André Dettori          |             | SE          | 112          | 0,85         |             |             |
| 2                    | Jean-Louis Masséna     |             | DLF         | 477          | 3,63         |             |             |
| 2                    | Éliette Trouche        |             | DLF         | 477          | 3,63         |             |             |
| 3                    | Brune Ciron            |             | FN          | 3 582        | 27,26        | 3 723       | 31,27       |
| 3                    | Jérôme Cochet          |             | FN          | 3 582        | 27,26        | 3 723       | 31,27       |
| 4                    | Valérie Auguste        |             | PS          | 2 292        | 17,44        |             |             |
| 4                    | Yann Librati           |             | PS          | 2 292        | 17,44        |             |             |
| 5                    | Amandine Actis         |             | FG          | 817          | 6,22         |             |             |
| 5                    | Bruno Della Sudda      |             | E!          | 817          | 6,22         |             |             |
| 6                    | Lauriano Azinheirinha* |             | UDI         | 5 862        | 44,61        | 8 182       | 68,73       |
| 6                    | Martine Ouaknine       |             | UMP         | 5 862        | 44,61        | 8 182       | 68,73       |
|                      |                        |             |             |              |              |             |             |
| Inscrits             | Inscrits               | Inscrits    | Inscrits    | 29 098       | 100,00       | 29 101      | 100,00      |
| Abstentions          | Abstentions            | Abstentions | Abstentions | 15 566       | 53,5         | 16 104      | 55,34       |
| Votants              | Votants                | Votants     | Votants     | 13 532       | 46,5         | 12 997      | 44,66       |
| Blancs               | Blancs                 | Blancs      | Blancs      | 217          | 1,6          | 659         | 5,07        |
| Nuls                 | Nuls                   | Nuls        | Nuls        | 173          | 1,28         | 433         | 3,33        |
| Exprimés             | Exprimés               | Exprimés    | Exprimés    | 13 142       | 97,12        | 11 905      | 91,6        |
| * conseiller sortant |                        |             |             |              |              |             |             |

### Canton de Nice-7
| Candidats            | Candidats                 | Partis      | Partis      | Premier tour | Premier tour | Second tour | Second tour |
| Candidats            | Candidats                 | Partis      | Partis      | Voix         | %            | Voix        | %           |
| -------------------- | ------------------------- | ----------- | ----------- | ------------ | ------------ | ----------- | ----------- |
| 1                    | Robert Injey              |             | PCF         | 912          | 9,53         |             |             |
| 1                    | Virginie Parent           |             | PCF         | 912          | 9,53         |             |             |
| 2                    | Benoît Loeuillet          |             | NR          | 3 672        | 38,38        | 4 082       | 42,47       |
| 2                    | Lucette Ollier Deville    |             | FN          | 3 672        | 38,38        | 4 082       | 42,47       |
| 3                    | Honoré Colomas*           |             | UMP         | 3 228        | 33,74        | 5 529       | 57,53       |
| 3                    | Fatima Khaldi-Bououghroum |             | UMP         | 3 228        | 33,74        | 5 529       | 57,53       |
| 4                    | Fouzia Ayoub              |             | PS          | 1 755        | 18,34        |             |             |
| 4                    | Xavier Garcia             |             | PS          | 1 755        | 18,34        |             |             |
|                      |                           |             |             |              |              |             |             |
| Inscrits             | Inscrits                  | Inscrits    | Inscrits    | 22 446       | 100,00       | 22 447      | 100,00      |
| Abstentions          | Abstentions               | Abstentions | Abstentions | 12 497       | 55,68        | 12 058      | 53,72       |
| Votants              | Votants                   | Votants     | Votants     | 9 949        | 44,32        | 10 389      | 46,28       |
| Blancs               | Blancs                    | Blancs      | Blancs      | 239          | 2,4          | 517         | 4,98        |
| Nuls                 | Nuls                      | Nuls        | Nuls        | 143          | 1,44         | 261         | 2,51        |
| Exprimés             | Exprimés                  | Exprimés    | Exprimés    | 9 567        | 96,16        | 9 611       | 92,51       |
| * conseiller sortant |                           |             |             |              |              |             |             |

### Canton de Nice-8
| Candidats   | Candidats                  | Partis      | Partis      | Premier tour | Premier tour | Second tour | Second tour |
| Candidats   | Candidats                  | Partis      | Partis      | Voix         | %            | Voix        | %           |
| ----------- | -------------------------- | ----------- | ----------- | ------------ | ------------ | ----------- | ----------- |
| 1           | Maurice Bacconin           |             | PCF         | 968          | 9,66         |             |             |
| 1           | Nathalie Egloff-Brundu     |             | PCF         | 968          | 9,66         |             |             |
| 2           | Anne Ramos                 |             | UMP         | 3 846        | 38,4         | 5 548       | 58,59       |
| 2           | Philippe Rossini           |             | UDI         | 3 846        | 38,4         | 5 548       | 58,59       |
| 3           | Marc-André Domergue        |             | FN          | 3 674        | 36,68        | 3 921       | 41,41       |
| 3           | Odile Tixier de Gubernatis |             | FN          | 3 674        | 36,68        | 3 921       | 41,41       |
| 4           | Rémi Boggio                |             | PS          | 1 528        | 15,26        |             |             |
| 4           | Céline Florentino          |             | PS          | 1 528        | 15,26        |             |             |
|             |                            |             |             |              |              |             |             |
| Inscrits    | Inscrits                   | Inscrits    | Inscrits    | 21 631       | 100,00       | 21 630      | 100,00      |
| Abstentions | Abstentions                | Abstentions | Abstentions | 11 233       | 51,93        | 11 244      | 51,98       |
| Votants     | Votants                    | Votants     | Votants     | 10 398       | 48,07        | 10 386      | 48,02       |
| Blancs      | Blancs                     | Blancs      | Blancs      | 268          | 2,58         | 626         | 6,03        |
| Nuls        | Nuls                       | Nuls        | Nuls        | 114          | 1,1          | 291         | 2,8         |
| Exprimés    | Exprimés                   | Exprimés    | Exprimés    | 10 016       | 96,33        | 9 469       | 91,17       |

### Canton de Nice-9
| Candidats   | Candidats            | Partis      | Partis      | Premier tour | Premier tour | Second tour | Second tour |
| Candidats   | Candidats            | Partis      | Partis      | Voix         | %            | Voix        | %           |
| ----------- | -------------------- | ----------- | ----------- | ------------ | ------------ | ----------- | ----------- |
| 1           | Janine Gilletta      |             | UMP         | 4 515        | 40           | 6 616       | 65,22       |
| 1           | Philippe Soussi      |             | UDI         | 4 515        | 40           | 6 616       | 65,22       |
| 2           | Patricia Podgorski   |             | FN          | 3 292        | 29,17        | 3 528       | 34,78       |
| 2           | Frédéric Raimond     |             | FN          | 3 292        | 29,17        | 3 528       | 34,78       |
| 3           | Fabrice Decoupigny   |             | EÉLV        | 2 016        | 17,86        |             |             |
| 3           | Barbara Ghigi        |             | PS          | 2 016        | 17,86        |             |             |
| 4           | Marie-Lou Bego-Ghina |             | PCF         | 1 015        | 8,99         |             |             |
| 4           | Pascal Tournois      |             | PCF         | 1 015        | 8,99         |             |             |
| 5           | Éric Boizet          |             | UPR         | 89           | 0,79         |             |             |
| 5           | Claire Koyama        |             | UPR         | 89           | 0,79         |             |             |
| 6           | Patrice Benoît       |             | SE          | 118          | 1,05         |             |             |
| 6           | Françoise Marsol     |             | SE          | 118          | 1,05         |             |             |
| 7           | Guillaume Aral       |             | DLF         | 242          | 2,14         |             |             |
| 7           | Luce Féron           |             | DLF         | 242          | 2,14         |             |             |
|             |                      |             |             |              |              |             |             |
| Inscrits    | Inscrits             | Inscrits    | Inscrits    | 24 814       | 100,00       | 24 815      | 100,00      |
| Abstentions | Abstentions          | Abstentions | Abstentions | 13 178       | 53,11        | 13 554      | 54,62       |
| Votants     | Votants              | Votants     | Votants     | 11 636       | 46,89        | 11 261      | 45,38       |
| Blancs      | Blancs               | Blancs      | Blancs      | 215          | 1,85         | 726         | 6,45        |
| Nuls        | Nuls                 | Nuls        | Nuls        | 134          | 1,15         | 391         | 3,47        |
| Exprimés    | Exprimés             | Exprimés    | Exprimés    | 11 287       | 97           | 10 144      | 90,08       |

### Canton de Tourrette-Levens
| Candidats            | Candidats          | Partis      | Partis      | Premier tour | Premier tour |
| Candidats            | Candidats          | Partis      | Partis      | Voix         | %            |
| -------------------- | ------------------ | ----------- | ----------- | ------------ | ------------ |
| 1                    | Claudia Ceresa     |             | FN          | 5 036        | 29,45        |
| 1                    | Jérémy Espaze      |             | FN          | 5 036        | 29,45        |
| 2                    | Michel Chevallier  |             | PCF         | 1 383        | 8,09         |
| 2                    | Annie Sic          |             | MS          | 1 383        | 8,09         |
| 3                    | Éric Ciotti*       |             | UMP         | 8 828        | 51,63        |
| 3                    | Caroline Migliore* |             | UMP         | 8 828        | 51,63        |
| 4                    | Nathalie Audin     |             | PS          | 1 853        | 10,84        |
| 4                    | Serge Giordano     |             | MRC         | 1 853        | 10,84        |
|                      |                    |             |             |              |              |
| Inscrits             | Inscrits           | Inscrits    | Inscrits    | 30 598       | 100,00       |
| Abstentions          | Abstentions        | Abstentions | Abstentions | 12 833       | 41,94        |
| Votants              | Votants            | Votants     | Votants     | 17 765       | 58,06        |
| Blancs               | Blancs             | Blancs      | Blancs      | 424          | 2,39         |
| Nuls                 | Nuls               | Nuls        | Nuls        | 241          | 1,36         |
| Exprimés             | Exprimés           | Exprimés    | Exprimés    | 17 100       | 96,26        |
| * conseiller sortant |                    |             |             |              |              |

### Canton de Valbonne
| Candidats   | Candidats                 | Partis      | Partis      | Premier tour | Premier tour | Second tour | Second tour |
| Candidats   | Candidats                 | Partis      | Partis      | Voix         | %            | Voix        | %           |
| ----------- | ------------------------- | ----------- | ----------- | ------------ | ------------ | ----------- | ----------- |
| 1           | Christian Dal Moro        |             | DVD         | 931          | 7,58         |             |             |
| 1           | Martine Lipuma            |             | DVD         | 931          | 7,58         |             |             |
| 2           | Dorothée Poirier          |             | FN          | 3 521        | 28,67        | 3 586       | 31,76       |
| 2           | William Verges            |             | FN          | 3 521        | 28,67        | 3 586       | 31,76       |
| 3           | Samuel Baëchel            |             | PCF         | 657          | 5,35         |             |             |
| 3           | Jocelyne Sablé-Fourtassou |             | PCF         | 657          | 5,35         |             |             |
| 4           | Élisabeth Deborde         |             | EÉLV        | 2 792        | 22,73        |             |             |
| 4           | Gautier Deront-Bourdin    |             | PS          | 2 792        | 22,73        |             |             |
| 5           | Anne-Marie Dumont         |             | UMP         | 4 381        | 35,67        | 7 705       | 68,24       |
| 5           | Gérald Lombardo           |             | UMP         | 4 381        | 35,67        | 7 705       | 68,24       |
|             |                           |             |             |              |              |             |             |
| Inscrits    | Inscrits                  | Inscrits    | Inscrits    | 26 706       | 100,00       | 26 707      | 100,00      |
| Abstentions | Abstentions               | Abstentions | Abstentions | 13 904       | 52,06        | 14 329      | 53,65       |
| Votants     | Votants                   | Votants     | Votants     | 12 802       | 47,94        | 12 378      | 46,35       |
| Blancs      | Blancs                    | Blancs      | Blancs      | 452          | 3,53         | 939         | 7,59        |
| Nuls        | Nuls                      | Nuls        | Nuls        | 68           | 0,53         | 148         | 1,2         |
| Exprimés    | Exprimés                  | Exprimés    | Exprimés    | 12 282       | 95,94        | 11 291      | 91,22       |

### Canton de Vence
| Candidats            | Candidats                | Partis      | Partis      | Premier tour | Premier tour | Second tour | Second tour |
| Candidats            | Candidats                | Partis      | Partis      | Voix         | %            | Voix        | %           |
| -------------------- | ------------------------ | ----------- | ----------- | ------------ | ------------ | ----------- | ----------- |
| 1                    | Charles Ange Ginésy*     |             | UMP         | 5 748        | 37,11        | 9 217       | 64,35       |
| 1                    | Anne Sattonnet           |             | UDI         | 5 748        | 37,11        | 9 217       | 64,35       |
| 2                    | Fabrizio Bianconi        |             | EÉLV        | 2 500        | 16,14        |             |             |
| 2                    | Nathalie Grilli          |             | PG          | 2 500        | 16,14        |             |             |
| 3                    | Annie Double-Battistella |             | DVD         | 3 054        | 19,71        |             |             |
| 3                    | Robert Velay*            |             | DVD         | 3 054        | 19,71        |             |             |
| 4                    | Jean-Pierre Castiglia    |             | FN          | 4 189        | 27,04        | 5 106       | 35,65       |
| 4                    | Catherine Yot            |             | FN          | 4 189        | 27,04        | 5 106       | 35,65       |
|                      |                          |             |             |              |              |             |             |
| Inscrits             | Inscrits                 | Inscrits    | Inscrits    | 29 747       | 100,00       | 29 747      | 100,00      |
| Abstentions          | Abstentions              | Abstentions | Abstentions | 13 596       | 45,71        | 13 691      | 46,02       |
| Votants              | Votants                  | Votants     | Votants     | 16 151       | 54,29        | 16 056      | 53,98       |
| Blancs               | Blancs                   | Blancs      | Blancs      | 554          | 3,43         | 1 452       | 9,04        |
| Nuls                 | Nuls                     | Nuls        | Nuls        | 106          | 0,66         | 281         | 1,75        |
| Exprimés             | Exprimés                 | Exprimés    | Exprimés    | 15 491       | 95,91        | 14 323      | 89,21       |
| * conseiller sortant |                          |             |             |              |              |             |             |

### Canton de Villeneuve-Loubet
| 1                    | Monique Bertelloni |             | FN          | 3 827  | 31,39  |  |  |
| 1                    | Gilles Boïs        |             | FN          | 3 827  | 31,39  |  |  |
| 2                    | Marie Benassayag   |             | UMP         | 6 396  | 52,46  |  |  |
| 2                    | Michel Rossi       |             | UMP         | 6 396  | 52,46  |  |  |
| 3                    | Véronique Lacoste  |             | ND          | 1 969  | 16,15  |  |  |
| 3                    | Loïc Le Toumelin   |             | ND          | 1 969  | 16,15  |  |  |
|                      |                    |             |             |        |        |  |  |
| Inscrits             | Inscrits           | Inscrits    | Inscrits    | 25 474 | 100,00 |  |  |
| Abstentions          | Abstentions        | Abstentions | Abstentions | 12 687 | 49,80  |  |  |
| Votants              | Votants            | Votants     | Votants     | 12 787 | 50,20  |  |  |
| Blancs               | Blancs             | Blancs      | Blancs      | 528    | 4,13   |  |  |
| Nuls                 | Nuls               | Nuls        | Nuls        | 67     | 0,52   |  |  |
| Exprimés             | Exprimés           | Exprimés    | Exprimés    | 12 192 | 95,35  |  |  |
| * conseiller sortant |                    |             |             |        |        |  |  |